# GLOBAL GARDEN
『GLOBAL GARDEN』（グローバル ガーデン）は、日渡早紀による日本の漫画作品。副題は『アインシュタイン睡夢奇譚（すいむきたん）』。
『花とゆめ』（白泉社刊）にて2001年17号から2005年1号まで連載された。単行本は花とゆめコミックス（白泉社刊）から全8巻。文庫は白泉社文庫（白泉社刊）から全4巻。

## 登場人物
篤生 涙花（あつき るいか）
母親のために事故死した弟・昌人の振りをしている。周囲の人々にも「昌人」の名で呼ばせ、昌人になりきろうという思いの強さから、女性としての第二次性徴の兆候がない。
ヒカル
タブレットを飲み、異形化したが、ウルドによって治癒した。老化遅延剤のせいで、外見は20代の青年だが、実年齢は60歳。
ロビン
交通事故の現場から偶然ヒカルに救助された。その事故で両親を失い身寄りがなくなったためヒカルに引き取られた。声が出せない。
ハルヒ
ヒカルと共に老化遅延剤のタブレットを飲んだ。名前は、漢字で書くと「遥陽」。
アインシュタイン
自らの研究が原子爆弾に関与してしまったことを後悔していた。
ウルド / ベルダンディ / スクルド
涙花の過去・現在・未来の姿を呼び分けるための仮称。北欧神話に由来する。
篤生 昌人（あつき まさと）
涙花の弟。飛行機事故で死亡した。
篤生 可奈子（あつき かなこ）
涙花・昌人の母親。飛行機事故の際に精神的な病にかかり、頭に巻かれた包帯を隠すために昌人の形見であるキャップを被った涙花を昌人と勘違いし、それ以来涙花は昌人だとして接している。
明石（あかし）
涙花がアルバイトをしている図書館の館長。
杉元医師
可南子と涙花の主治医。
杉元 昴大（すぎもと こうだい）
杉本の長男。涙花のことが好きで、決して「昌人」と呼ぼうとしない。
杉元 真奈美（すぎもと まなみ）
昴大の妹。涙花と同じ年である。
藤丸（ふじまる）
ヒカルの洗礼を受けた。同じく洗礼を受けた父親は病床に臥せている。不老の体になったことに関しては、ヒカルを恨んでいる。
セイン
ヒカルの洗礼を受けた。同じく洗礼を受けた姉のニコルが病床に臥せており、ヒカルの輸血が必要なため共に行動している。
シシィ
ハルヒの洗礼を受けた。予知夢の力を最も色濃く受け継いだ。外見は少女だが、実年齢は涙花よりも30歳以上年上。女としてハルヒを愛しているが、当のハルヒは涙花に夢中で相手にされない。
ネス / ユアン
ハルヒの洗礼を受けた。スクルドに憧れている。ハルヒに忠誠を誓う。

## 用語
タブレット
アインシュタインによって作られた老化遅延の作用がある薬。ヒカルとハルヒが飲んだ。
洗礼
不老の身となったヒカル・ハルヒから血をもらうこと。洗礼を受けた者も不老の身となり、他にもシシィのように予知夢などの能力が出ることもある。

## 書誌情報
- 日渡早紀 『GLOBAL GARDEN』 白泉社〈花とゆめコミックス〉、全8巻
  1. 2002年2月19日発売、ISBN 4-592-17148-9
  2. 2002年7月19日発売、ISBN 4-592-17149-7
  3. 2002年11月19日発売、ISBN 4-592-17150-0
  4. 2003年3月19日発売、ISBN 4-592-17151-9
  5. 2003年9月19日発売、ISBN 4-592-17152-7
  6. 2004年6月18日発売、ISBN 4-592-17330-9
  7. 2004年10月19日発売、ISBN 4-592-17331-7
  8. 2005年3月18日発売、ISBN 4-592-17099-7
- 日渡早紀 『GLOBAL GARDEN』 白泉社〈白泉社文庫〉、全4巻
  1. 2012年3月15日発売、ISBN 978-4-592-88879-6
  2. 2012年3月15日発売、ISBN 978-4-592-88880-2
  3. 2012年5月15日発売、ISBN 978-4-592-88881-9
  4. 2012年5月15日発売、ISBN 978-4-592-88882-6